# Verdrag van München

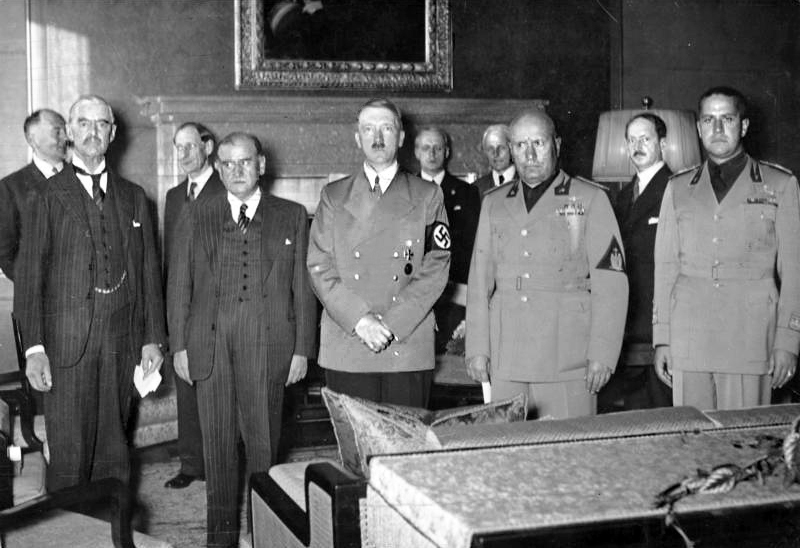
Chamberlain, Daladier, Hitler, Mussolini en graaf Ciano

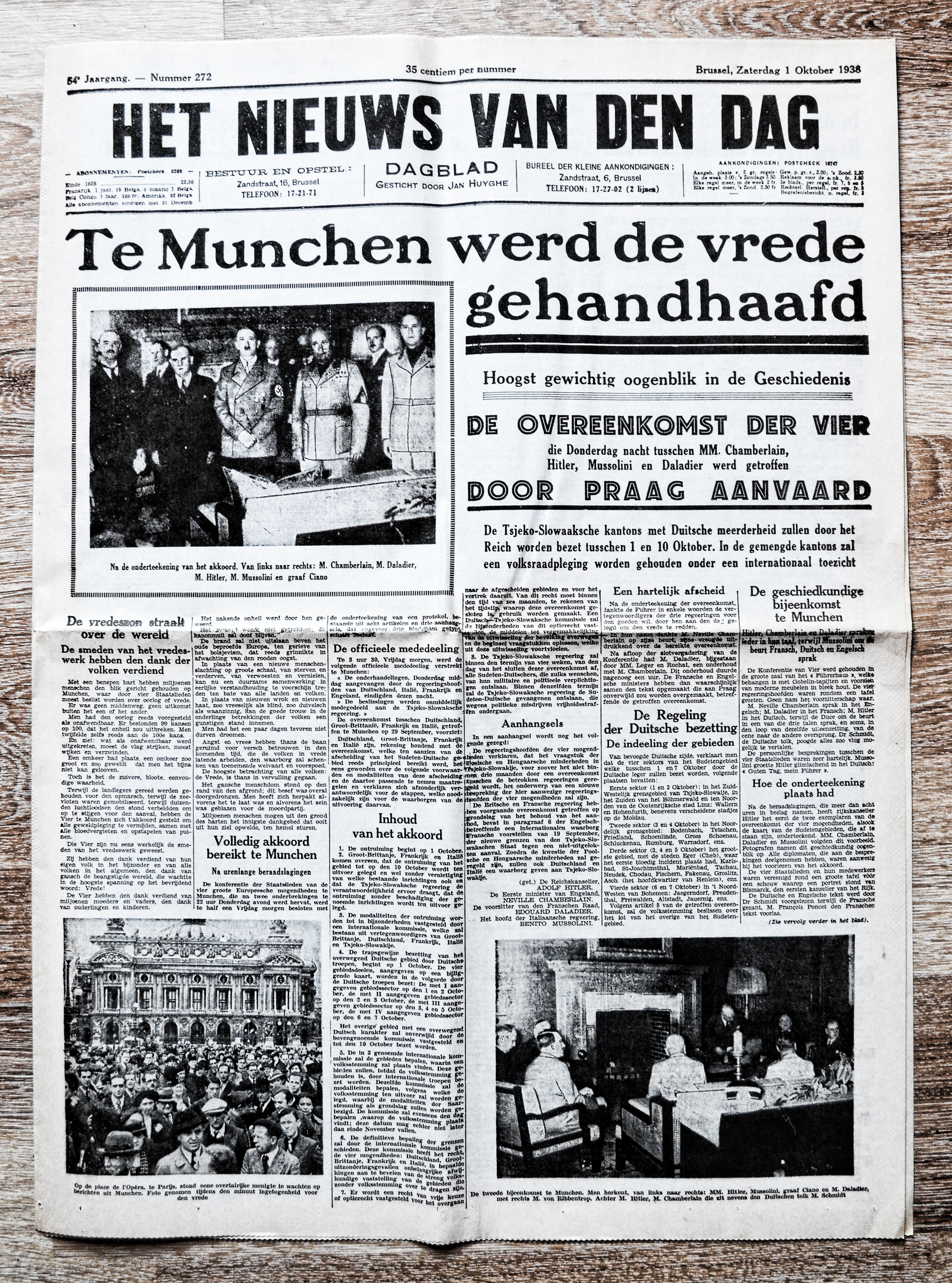
Voorpagina Vlaams dagblad Het Nieuws Van Den Dag, 1 oktober 1938.

In het Verdrag van München, ondertekend op 30 september 1938,  zijn afspraken vastgelegd tussen Frankrijk, het Verenigd Koninkrijk, Nazi-Duitsland en het  Koninkrijk Italië over de staatsrechtelijke toekomst van Tsjecho-Slowakije. De onderhandelingen vonden plaats op de Conferentie van München waarbij geen vertegenwoordiging van Tsjecho-Slowakije aanwezig was. Met het verdrag werd de agressieve annexatie door Adolf Hitler van de Tsjechische regio Sudetenland door de grote mogendheden geaccepteerd, in ruil voor vredesgaranties. Het verdrag moest de vrede in Europa garanderen en werd door premier Neville Chamberlain van het Verenigd Koninkrijk aangeduid met Peace for our time. Chamberlain verwachtte dat met Sudetenland de annexatiehonger van Hitler gestild zou zijn. Nog geen jaar later viel Duitsland Polen binnen, waarmee de Tweede Wereldoorlog begon.

## Voorgeschiedenis
Op 12 maart 1938 vond de annexatie van Oostenrijk door Nazi-Duitsland plaats, om communicatieve redenen door de nazi's Anschluss genoemd. Het lag in de lijn der verwachting dat Hitler meer landen binnen zijn macht wilde brengen, met name alle regio's met Duitstaligen. Het volgende gebied om dit doel te bereiken was Tsjecho-Slowakije. Hitler stelde eisen ten aanzien van Sudetenland, dat in de grensstreek van Bohemen ligt. In Sudetengebied, dat sinds Versailles deel uitmaakte van Tsjecho-Slowakije, woonden ongeveer 2,8 miljoen Volksduitsers. Het gebied bevatte ook een groot deel van de natuurlijke hulpbronnen van Tsjecho-Slowakije, het grootste deel van haar industrie en de hoofdverdedigingslinies van het leger. Bovendien maakten Bohemen en Moravië, het latere Tsjechië, vroeger deel uit van het Heilige Roomse Rijk. Na de bedreigingen van Hitler werd in Britse, Franse, Italiaanse en Duitse diplomatieke kringen overleg gevoerd ten einde uit de impasse te komen en een nieuwe oorlog af te wenden, de zogenaamde appeasementpolitiek.
Op 20 mei 1938 voerde Tsjecho-Slowakije een gedeeltelijke mobilisatie van zijn leger in en op 30 mei initieerde Hitler een directief dat de militaire operatie Fall Grün officieel bevestigde. Op 23 september 1938 riepen de Tsjechen een totale mobilisatie uit van hun leger nadat de politieke pogingen dreigden te mislukken en hun inlichtingen anticipeerden op een Duitse aanval op 28 september 1938.

## Naar de onderhandelingen
In het diplomatieke spel dat op de Anschluss volgde, namen Frankrijk en het Verenigd Koninkrijk het op voor Tsjecho-Slowakije. Ze dwongen Hitler tot onderhandelingen. Mussolini, die nog geen oorlog wilde, had de conferentie voorgesteld. Hij wist de premiers van Frankrijk en het Verenigd Koninkrijk te overtuigen om deel te nemen aan een conferentie over Tsjecho-Slowakije. Uiteindelijk gaf de führer toe en werd in München met de vertegenwoordiging van het Verenigd Koninkrijk, Frankrijk, Italië en Duitsland een conferentie gehouden, die uitmondde in het verdrag van München. Noch de Sovjet-Unie, noch Tsjecho-Slowakije waren uitgenodigd. Er werd afgesproken dat Duitsland mocht beschikken over het Sudetenland, dat zich bevond aan de grens van Tsjecho-Slowakije met Duitsland. Het Duitse leger zou de annexatie/bezetting van Sudetenland op 10 oktober 1938 afronden. In ruil hiervoor zei Hitler toe af te zien van totale annexatie van Tsjecho-Slowakije. Het verdrag werd op 29 september 1938 ondertekend door Édouard Daladier, premier van Frankrijk, Neville Chamberlain, Brits premier, Benito Mussolini, minister president en later dictator van Italië, en Adolf Hitler.
Tsjecho-Slowakije werd voor een voldongen feit gesteld. President Edvard Beneš kreeg te horen dat Frankrijk hem niet zou steunen. Roemenië en Joegoslavië, bondgenoten uit de Kleine Entente, verklaarden dat ze geen verplichtingen jegens Praag hadden, omdat dit bondgenootschap tegen Hongarije en niet tegen Duitsland gericht was. De Sovjet-Unie kon niet helpen aangezien Polen en Roemenië de grenzen sloten (de Sovjet-Unie grensde toen niet aan Tsjecho-Slowakije).
De Fransen en Britten lieten Tsjecho-Slowakije weten dat ze het land niet zouden steunen; Tsjecho-Slowakije zou zich alleen moeten verzetten tegen Duitsland of zich neerleggen bij het verdrag. De Tsjecho-Slowaakse regering zag in dat het land geen kans maakte tegen Duitsland en legde zich op 30 september 1938 met tegenzin neer bij het verdrag. Op 10 oktober 1938 ging Sudetenland over in Duitse handen. Op de dag dat Tsjecho-Slowakije akkoord ging met het verdrag (dat door hen een dictaat werd genoemd) ondertekenden Chamberlain en Hitler - op initiatief van Chamberlain - een vredesverdrag tussen het Verenigd Koninkrijk en Duitsland.

## Nabeschouwing

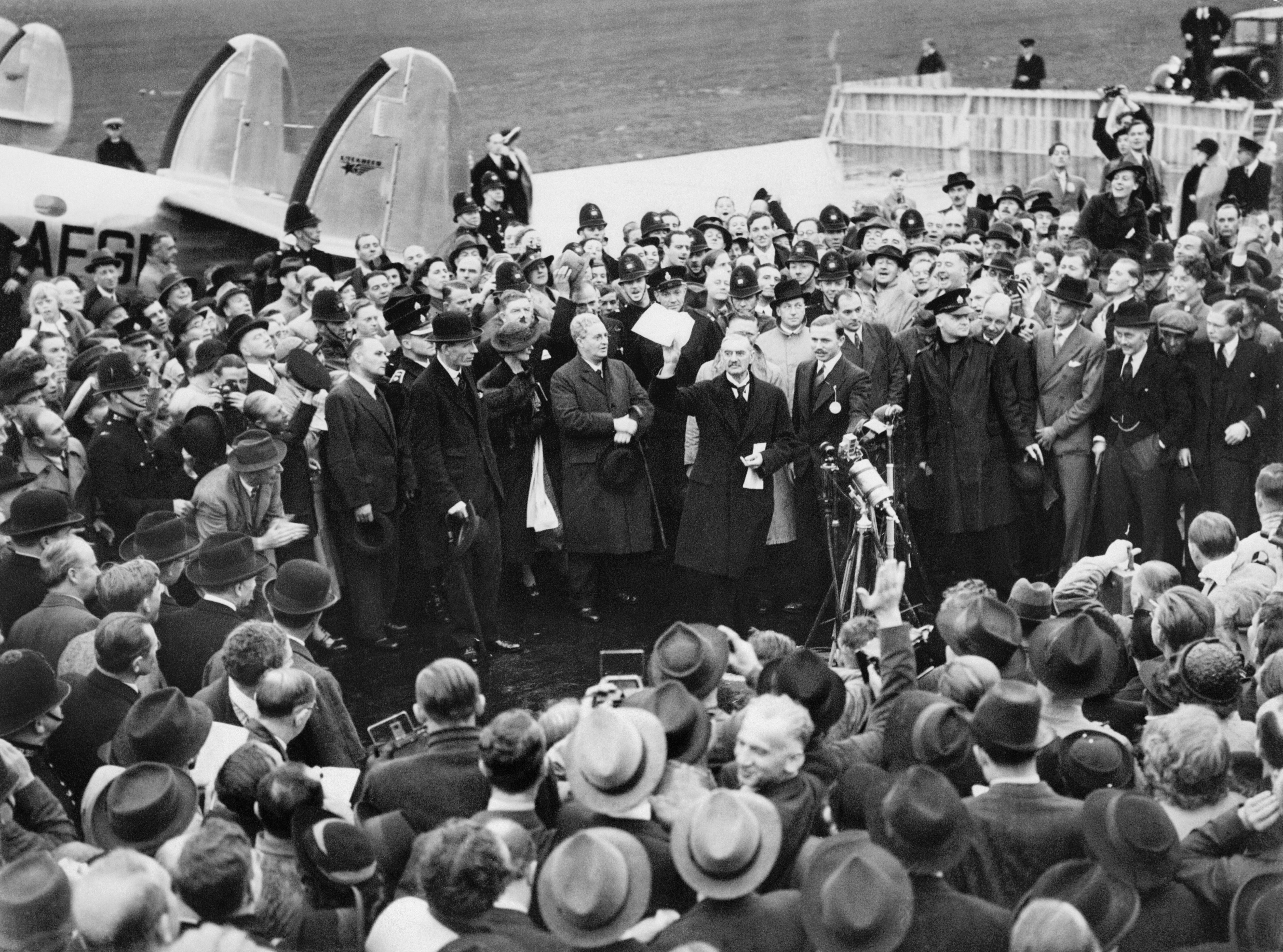
Chamberlain keert triomfantelijk terug in Engeland en houdt de vrede in onze tijd-toespraak

1. Duitsland bezet Sudetenland (oktober 1938)
2. Polen bezet Teschen, een gebied met een Poolse minderheid (oktober 1938).
3. Hongarije bezet een deel van de grensgebieden met Tsjecho-Slowakije en Subkarpatisch Roethenië (zie 4), Het eerste gebied kende een Hongaarse meerderheid. Het tweede een Hongaarse minderheid. Hongarije zegt hiermee te handelen conform de Eerste Scheidsrechterlijke Uitspraak van Wenen.
4. Subkarpatisch Roethenië roept de onafhankelijkheid uit en noemt zichzelf vanaf dat moment Karpato-Oekraïne. Enkele dagen later wordt het land door Hongarije bezet.
5. In maart 1939 worden de resterende gebieden van Tsjecho-Slowakije ingenomen en satellietstaten van Duitsland onder de namen: Protectoraat Bohemen en Moravië
6. En de Eerste Slowaakse Republiek.

### Duitsland
Hitler werd met de annexatie van het Sudetenland nog populairder dan hij al was. Honderdduizenden wachtten hem op in Berlijn om hem toe te juichen. Hitler zelf was ontevreden. Zowel hij als Von Ribbentrop hadden zich oorlogszuchtig opgesteld en waren uit op oorlog tegen de Tsjechen. Voor Chamberlain zei Hitler alleen verachting te voelen. Hij vond Chamberlain 'een ouderwetse democraat en niet van deze tijd'.

### Verenigd Koninkrijk
De Britse premier Chamberlain kwam triomfantelijk terug. Hij meende dat het verdrag vrede betekende in zijn tijd ("peace for our time"). Het Britse publiek reageerde opgelucht want er was immers oorlog voorspeld. Winston Churchilll, die beweerde dat Groot-Brittannië een onmiskenbare nederlaag had geleden en dat nog wel zonder oorlog te voeren, werd weggehoond. Chamberlain dacht met het verdrag een oorlog af te wenden. Volgens Churchill echter stond Europa aan het begin van een bittere periode. Het Westen zou onder de voet gelopen worden, aldus Churchill, tenzij men bereid was te vechten voor vrijheid.

### Frankrijk
De Franse premier Daladier was in die zin realistischer dan Chamberlain. Daladier had zich al direct verzet tegen het verdrag. Hij meende dat Hitler niet zou stoppen bij Sudetenland. Daladier zei tijdens een bijeenkomst met de Engelse regering medio 1938 dat Hitlers echte doel niet het annexeren van Duitstalige gebieden was, maar het domineren van Europa. Bij de ambities van Hitler staken de ambities van Napoleon bleek af, aldus Daladier. Daladier was niet enthousiast over het Verdrag van München, zo zei hij in aanloop naar het verdrag:
"Nu is Tsjecho-Slowakije aan de beurt, morgen zullen het Polen en Roemenië zijn. Als Duitsland de grondstoffen en het geld heeft dat ze nodig denken te hebben, zullen ze naar het Westen trekken. We moeten er alles aan doen om oorlog te voorkomen, maar dat kan alleen als Engeland en Frankrijk samenwerken en beide landen de onafhankelijkheid van Tsjecho-Slowakije beschermen. Als we dat niet doen, dan storten we onszelf uiteindelijk in een oorlog die we uit alle macht proberen te voorkomen."
Daladier werd door de Britten en zijn eigen regering overgehaald toch mee te gaan met Engeland en het verdrag te ondertekenen. De Franse regering stelde dat Frankrijk niet beschikte over de financiële middelen om een oorlog te voeren. Bovendien waren de Fransen nog niet bekomen van het bloedbad tijdens de Eerste Wereldoorlog. Daladier vond dat hij de Tsjecho-Slowaken liet vallen en ondertekende het verdrag onder druk en tegen zijn zin. In Parijs verwachtte Daladier een woedende menigte, omdat hij de afspraak tussen Tsjecho-Slowakije en Frankrijk geschonden had. Het tegendeel was het geval: in Parijs werd hij toegejuicht. Tijdens zijn ontvangst schijnt hij in vertrouwen zijn metgezellen te hebben toegefluisterd:
"De idioten. Ze beseffen niet waar ze voor juichen."

### Italië
Mussolini keerde opgelucht terug naar Rome. Zijn imago was erop vooruitgegaan omdat hij de 'succesvolle' conferentie had voorgesteld en met een beetje geluk zou de oorlog nog een paar jaar uitblijven. Mussolini wenste eigenlijk geen oorlog, althans niet voor 1943.

## Vervolg
Hitler bezette het Sudetenland. Beneš trad af, deels omdat hij niet meer over een aangevreten republiek wilde regeren, deels omdat men hem naar het leven stond. De oude rechter Dr. Emil Hácha werd tot president benoemd, een zwakke en verlegen man. Ook werd het land op Duits en Hongaars aandringen omgevormd tot de Tweede Tsjecho-Slowaakse Republiek een soort federatie, bestaand uit Tsjechië, Slowakije en Subkarpatisch Roethenië. De Slowaken, Hongaren en Roethenen zetten alles op alles om de autonomie van Praag in te perken, hierbij gesteund door Berlijn, Boedapest en Warschau. De Polen schenen onvoldoende te beseffen dat ze zelf weleens de volgenden zouden kunnen zijn. Ze maakten van de zwakte van Tsjecho-Slowakije gebruik en veroverden het betwiste Teschen. Ook Hongarije maakt gebruik van dezelfde zwakte en bezette een deel van de grensgebieden met Tsjecho-Slowakije en Subkarpatisch Roethenië. De geannexeerde delen van Slowakije werden door een in meerderheid Hongaarse bevolking bewoond. Het Roetheense gebied had een Hongaarse minderheid. Op 14 maart 1939 scheurde de Eerste Slowaakse Republiek zich af en de Karpato-Oekraïne deed hetzelfde. Op 15 maart 1939 bezette Duitsland de rest van Tsjechië, waardoor het Protectoraat Bohemen en Moravië ontstond. Met deze stap overschreed Duitsland de grenzen van zijn Groot-Duitse ruimte naar het gebied van de Lebensraum. Frankrijk en het Verenigd Koninkrijk konden weinig uitrichten, omdat zij zelf de basis voor de liquidatie met het Verdrag van München hadden geschapen.
Dit kostte Chamberlain nog niet de kop. Het uitbreken van de oorlog in september 1939 leidde ook nog niet tot zijn aftreden. Hij werd opgevolgd door Churchill als Brits premier na de Duitse aanval op Frankrijk en de Benelux-landen op 10 mei 1940.